# كاروكية
الكاروكية (الاسم العلمي: Carukiidae) هي فصيلة من قناديل البحر المكعبة تتبع رتبة الكريبديات من شعيبة المكعبيات.

## أجناس
- الكاروكيا